# Восъчна основа
Восъчните основи представляват восъчни листове, на които от двете страни са гравирани пирамидални вдлъбнатини, наподобяващи дъното на пчелната килийка. Тези основи пчелите надграждат с восък и от тях се получават пчелни пити.
Качествените восъчни основи трябва да имат достатъчна здравина и съпротивляемост на разтягане.
Не бива да се използват пресни восъчни основи. Най-добре е да престоят около един месец и едва тогава да влязат в употреба. След престоя основите са по-устойчиви.
Днес за производството им се използват автоматизирани машини. Пчелният восък се изварява до температура 130 °C, за да загинат спорите на американският гнилец, след това преминава през 3-4 утайника, за да се пречисти и избистри. Валяци оформят восъчното платно на тънки ленти, които се навиват на рула. Восъчните рула преминават през машина за гравиране, която оформя восъчните килийки и нарязва лентата на необходимата дължина. В България такива машини има в Сливен - Петко Пенчев, Ловеч - Кънчев и Горна Оряховица – Митко Витанов.
За да се убедите в качеството на восъчните основи е необходимо:
1. На светлина да проверите симетрията на основите на килийките, много честно поради неправилно центроване на гравиращите валяци има изместване. В България всяка основа произведена машинно има под надписа „полумаксимум“ номер на гравиращия валяк, така се разбира къде и от кого е произведена основата.
2. Отрежете лента от основата и при поднасяне над пламък не трябва да има черен дим и пущек, получената капка трябва да е с правилна форма и без черни утайки по капката.
3. Недобросъвестни производители на восък добавят церезин, парафин и други нефтопродукти с цел увеличаване на печалбата. Така се намалява еластичността и устойчивостта на основата при по-високи температури.
4. За да се избегне заразяване на пчелите е необходимо восъкът да се извари продължително на температура над 130 градуса, това е възможно само от машини с трансформаторно масло в топилните вани. С автоклав не може да се постигне умъртвяване на Американския гнилец – 128 градуса. За момента имаме данни, че само в Сливен и Ловеч това е възможно.
5. Вече се предлага изработка на восъчни основи със собствен восък, така може да сте сигурни в качеството им. Необходимото количество е минимум 400 кг. (може да се постигне чрез събиране на восък от няколко пчелари).